# Schedorhinotermes putorius
Schedorhinotermes putorius is een termietensoort. De wetenschappelijke naam van deze soort is voor het eerst voorgesteld als Termes putorius door Yngve Sjöstedt in een publicatie uit 1896.
De soort komt voor in het Afrotropisch gebied.